# Ken Scott (réalisateur)
Pour les articles homonymes, voir Scott et Ken Scott.
Ken Scott (né en 1970 à Dalhousie (Nouveau-Brunswick), est un scénariste, acteur, réalisateur et humoriste canadien. Il s'est fait connaître notamment comme membre du groupe humoristique Les Bizarroïdes avec Martin Petit, Stéphane E. Roy et Guy Lévesque et comme scénariste aux films La Grande Séduction, La Vie après l'amour, Maurice Richard et Le Guide de la petite vengeance, ainsi que de la série télévisée Le Plateau.

## Biographie

### Vie privée et formation
Ken Scott a obtenu un certificat en scénarisation cinématographique de l’Université du Québec à Montréal en 1991.
Le réalisateur et scénariste rappelle, au moment de la sortie de son film Au revoir le bonheur, qu'il n'a pas de frères, mais des sœurs, et qu'il est père de trois filles, dont l'une participa au tournage dans le cadre d'un stage.

### Début de carrière
C'est à la fin des années 1980 que Ken Scott se lance dans le monde du spectacle comme jouteur d'improvisation (notamment à la LIM, la Ligue d'improvisation montréalaise). Entre 1995 et 1998, comme porte-parole de l'association des Producteurs laitiers du Canada, on peut le voir dans différentes publicités vantant le fromage.
Au théâtre, en 2000, il joue le rôle de M. Pearson dans la pièce Propagande, pièce écrite par Stéphane E. Roy, racontant l'histoire d'un jeune publicitaire québécois souverainiste.  C'est aussi en 2000 qu'est lancé le premier film tiré d'un de ses scénarios : La Vie après l'amour. Réalisé par Gabriel Pelletier, le film connaît un succès certain.       
En 2002 à la télévision, Scott écrit et joue le rôle de François Chamberland dans la série Le Plateau aux côtés de Benoît Brière, Bruno Blanchet et Marie-France Lambert diffusée sur les ondes de Radio-Canada.  La série connaît un succès moyen.

### Un tournant:La Grande Séduction
La carrière de Ken Scott prend un tournant en 2003 alors que sort le film La Grande Séduction, une comédie de mœurs dont Scott est scénariste et se déroulant dans un petit village portuaire et isolé. Le film est réalisé par Jean-François Pouliot et met en vedette notamment Benoît Brière, Raymond Bouchard, Pierre Collin et Clémence DesRochers. Au Québec, le film connaît une grande popularité au point qu'il sera un temps le deuxième plus gros succès public du cinéma québécois. L'œuvre, nommé à treize reprises, reçoit 7 prix Jutra. En France, La Grande séduction est présenté à la Quinzaine des réalisateurs du Festival de Cannes avant de connaitre un succès en salles appréciable. Aux Etats-Unis, le film reçoit le prix du public au festival du film de Sundance.  Le film est aussi diffusé dans plusieurs autres pays dont la Corée du Sud. Pendant les années 2010, La Grande Séduction est l'objet de trois 'remakes' : le premier tourné en anglais à Terre-Neuve en 2013, le second en France en 2014 (Un village presque parfait) et le troisième en Italie en 2016 (Un paese quasi perfetto).
Par la suite, Ken Scott signe le scénario du film biographique Maurice Richard que réalise Charles Binamé. Évocation de la carrière du célèbre hockeyeur, le film est bien accueilli au Québec. Il s'agit du seul projet non humoristique de la carrière de Ken Scott.
En 2006, Scott renoue avec Jean-François Pouliot en signant le scénario de Le Guide de la petite vengeance, une comédie dramatique mettant en vedette Gabriel Gascon et Marc Béland. Centré sur la relation entre un employé dépressif et un patron tyrannique; le film, dont le ton et l'humour sont assez éloignés de ceux de La Grande séduction, connaît un succès d'estime.
Il réalise en 2008 son premier film Les Doigts croches, qu'il a également écrit, et qui est tourné au Québec et en Argentine avec Roy Dupuis, Patrice Robitaille et Claude Legault.
En 2011, il réalise Starbuck, qu'il co-scénarise avec l'humoriste Martin Petit, son collègue des Bizarroïdes. Patrick Huard y tient le rôle d'un quadragénaire qui apprend que sa copine est enceinte et qu'il est le père biologique de 533 enfants. Le film est un énorme succès au Canada et s'exporte dans le monde entier. Starbuck est adapté en France, sous le titre Fonzy ; aux Etats-Unis sous le titre The Delivery Man. C'est Scott lui-même qui réalise la version américaine de Starbuck, laquelle met en vedette Vince Vaughn. Scott reste aux Etats-Unis et poursuit sa collaboration avec Vince Vaughn avec son quatrième long-métrage en tant que réalisateur, Affaires non classées (ou Jet Lag). Pour la première fois, Scott n'est pas impliqué dans la scénarisation d'une œuvre qu'il réalise. À sa sortie, Affaires non classées suscite une réaction critique des plus mitigées.
Depuis 2006, Scott travaille à l'adaptation cinématographique anglophone du livre jeunesse Hanna's Suitcase,, écrit par la journaliste canadienne Karen Levine, racontant l'histoire d'une petite fille tchèque, Hana Brady, qui fut déportée en 1941 au camp de concentration de Ravensbrück et mourut à Auschwitz en 1944. 
En 2021, le réalisateur et scénariste revient tourner au Québec après près de 10 années d'absence cinématographique. Son film, Au revoir le bonheur, raconte l'histoire de quatre frères, dont les relations se sont effilées au cours du temps, se retrouvant à la suite des funérailles de leur père. Cette comédie dramatique, qui n'a rien d'autobiographique, met en avant le thème du deuil dans un registre plus joyeux. Le film, tourné aux îles de la Madeleine mais initialement prévu en Provence, s'est vu récompenser d'une nomination au Festival International du film de comédie de l'Alpes d'Huez, en France, assortit du prix de l'interprétation masculine cumulé entre les quatre principaux acteurs du long-métrage,. 

## Filmographie

### Scénariste
- 2000 : La Vie après l'amour de Gabriel Pelletier
- 2002 : Le Plateau (série télévisée)
- 2003 : La Grande Séduction de Jean-François Pouliot
- 2005 : Maurice Richard de Charles Binamé
- 2006 : Le Guide de la petite vengeance de Jean-François Pouliot
- 2009 : Les Doigts croches
- 2011 : Starbuck
- 2013 : The Delivery Man (remake de Starbuck)
- 2013 : Fonzy d'Isabelle Doval (remake de Starbuck)[9],[8]
- 2021 : Au revoir le bonheur de lui-même[10]

### Réalisateur
- 2009 : Les Doigts croches
- 2011 : Starbuck
- 2013 : The Delivery Man
- 2015 : Jet Lag
- 2018 : L'Extraordinaire Voyage du fakir
- 2021 : Au revoir le bonheur
- 2025 : Ma mère, Dieu et Sylvie Vartan

### Acteur
- 2000 : La Vie après l'amour de Gabriel Pelletier : vendeur de drogue
- 2002 : Le Plateau (série télévisée) : François Chamberland
- 2003 : La Grande Séduction de Jean-François Pouliot : Richard Auger
- 2015 : Jet Lag de Ken Scott : le touriste à l'hôtel allemand

## Distinctions

### Prix
- 1996 : United Slapstick Award au European Comedy Festival de Francfort, Allemagne, avec le groupe Les Bizarroïdes

### Nominations
- 2001 : Nomination, Prix Jutra, meilleur scénario pour La Vie après l'amour
- 2003 : Nomination, Prix Génie, meilleur scénario pour La Grande Séduction
- 2004 : Nomination, Prix Jutra, meilleur scénario pour La Grande Séduction
- 2006 : Nomination, Prix Génie, meilleur scénario pour Le Guide de la petite vengeance
- 2006 : Nomination, Prix Génie, meilleur scénario pour Maurice Richard
- 2006 : Nomination, Prix Jutra, meilleur scénario pour Maurice Richard